# وشم بزرگ

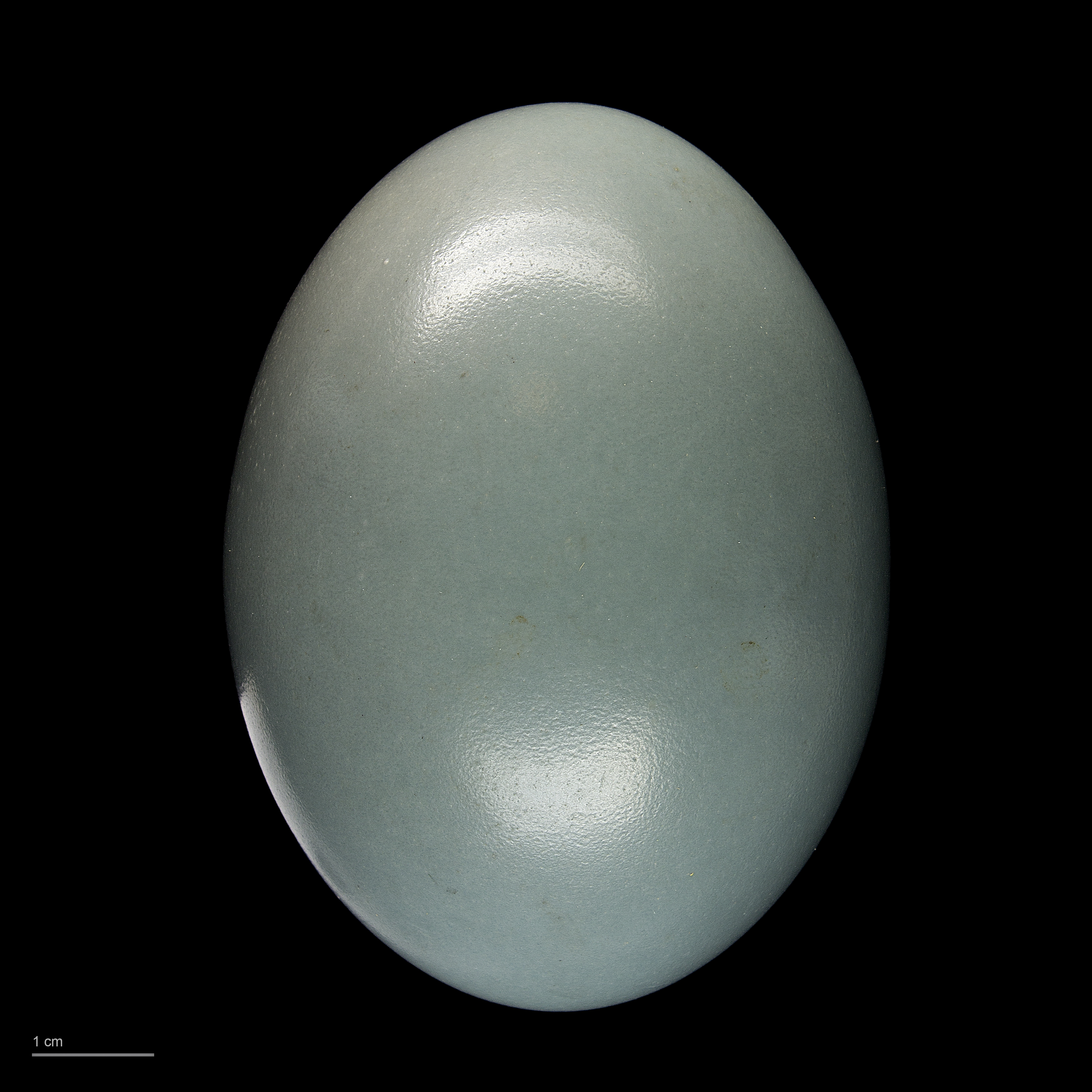
Tinamus major

وشم بزرگ (نام علمی: Tinamus major) نام یک گونه از سرده وشم‌های بزرگ‌تر است.